# Вулиця Льняна
Вулиця Льняна — вулиця у Шевченківському районі міста Львів, місцевість Замарстинів. Пролягає від вулиці Авраама Лінкольна до міжбудинкового проїзду, що йде паралельно до вулиці Гетьмана Мазепи. Прилучаються вулиці Господарська та Миколи Хвильового.

## Історія та забудова
Вулиця виникла у першій третині XX століття, не пізніше 1934 року отримала сучасну назву. У роки нацистської окупації Львова, з 1943 року по липень 1944 року мала назву Фляхсґассе.
Забудована приватними садибами та п'ятиповерховими житловими будинками 1970-х-1980-х років.